# Perssonska gården
Perssonska gården (kvarteret Gäddan 1) är en gård i centrala Hedemora, Dalarnas län, mellan Stora torget  och Myntparken. Namnet kommer från Isidor Persson, en av de tidigare ägarna.

## Historik
Gården ligger sannolikt på den plats där Myntgården, Gustav Vasas myntverk, låg 1521–1524. Handelsmannen, senare rådman, Eric Hult (som lät bygga apotekshuset 1779) flyttade in på gården 1754, men samma år brann den ner i den stora stadsbranden. Han lät dock uppföra en ny gård, där han bodde till 1765. Denna gård revs på 1840-talet och en annan gård byggdes, som dock brann ner i den andra stora stadsbranden 1849. Handelsmannen Axel Reinhold Hulting lät då bygga upp den nuvarande gården. I byggnaden mot Kyrkogatan drev Johan Fredrik Åberg ett handelshus från 1883 till 1916, då Isidor Persson köpte gården och öppnade järnhandel.

## Nuvarande gården
Gården man kan se idag är uppbyggd efter branden 1849 i timmer, som reveterades på huvudbyggnaderna (bostads- och butikshusen) 1890. Huvudbyggnaderna är i ett och ett halvt plan och har delvis tegel-, delvis plåttak. Till gården hör även olika timrade och timrade/reglade uthus, såsom magasin, lada, portlider och tvättstuga. Körstallar (garage) tillkom 1919. I bostadsdelen finns dörrar från 1700-talet och takdekorationer. I butiksdelen ligger idag bland annat en inrednings- och kaminaffär och en begravningsbyrå. Sahlbergska gården på andra sidan Kyrkogatan är uppbyggd samtidigt och de två har byggts som tvillinggårdar, med liknande utförande.
Under gården finns tre källare, troligen från 1600-talet, eller möjligen ännu äldre. De har väggar av gråsten och valv av tegel. Nedgången till dessa ligger vid portlidret mot Kyrkogatan. Inne på gården finns en fruktträdgård, ett vårdträd och en gräsbevuxen rundel.
På baksidan av gården (kvarteret Gäddan 2) ligger socknens gamla barnmorskegård, uppbyggd 1904 på en äldre stomme.

## Galleri

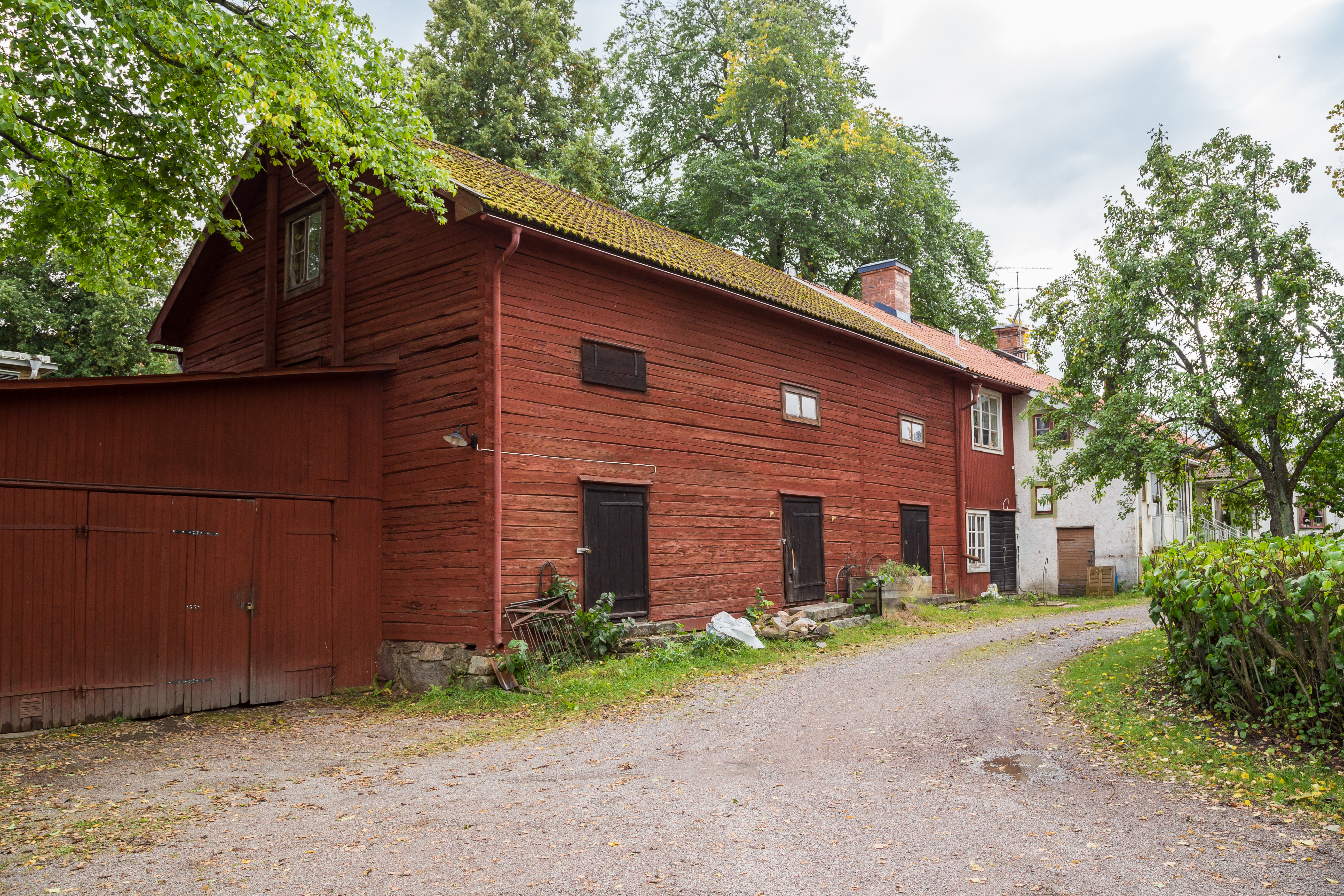
Del av innergården
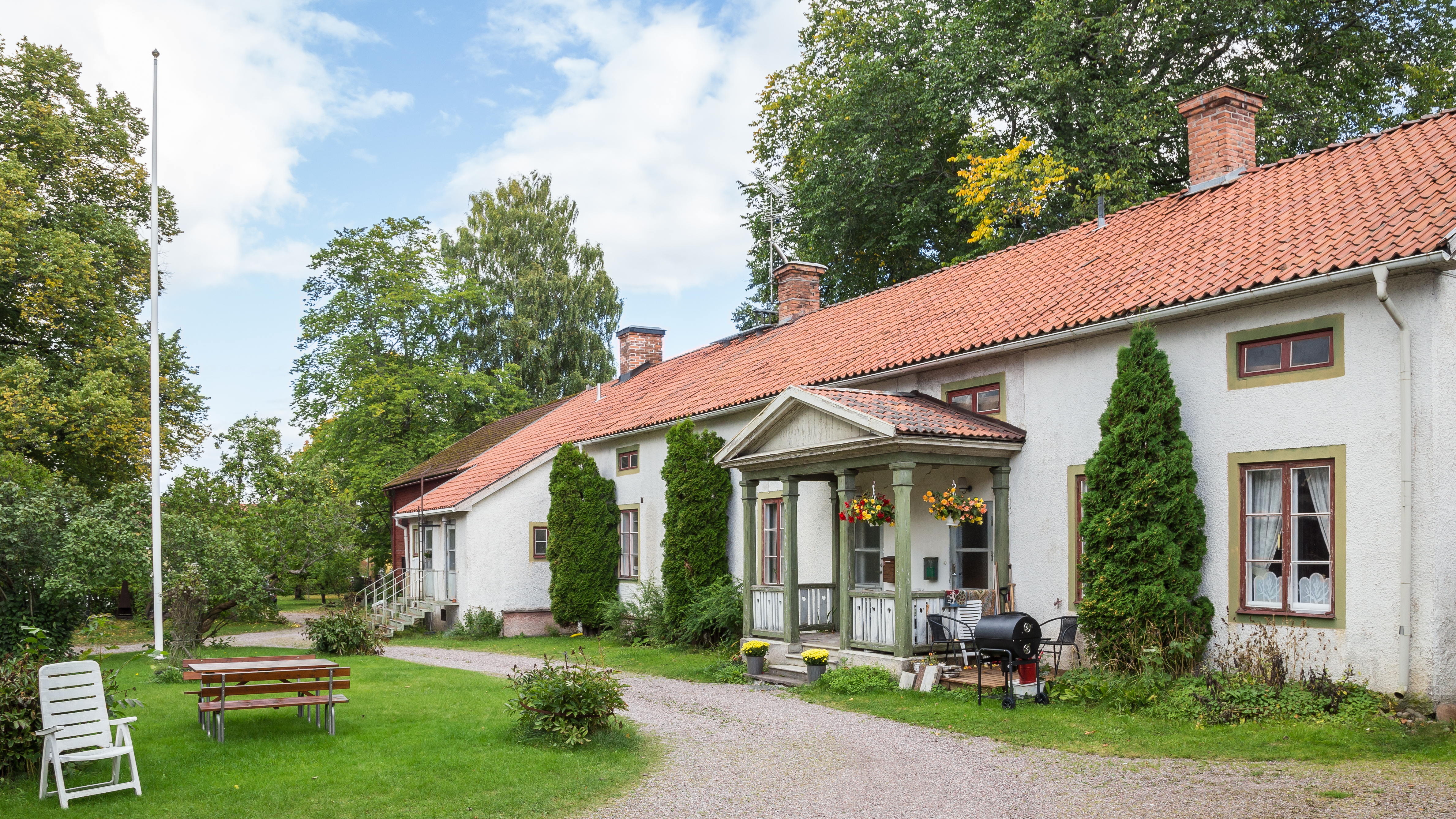
Del av innergården
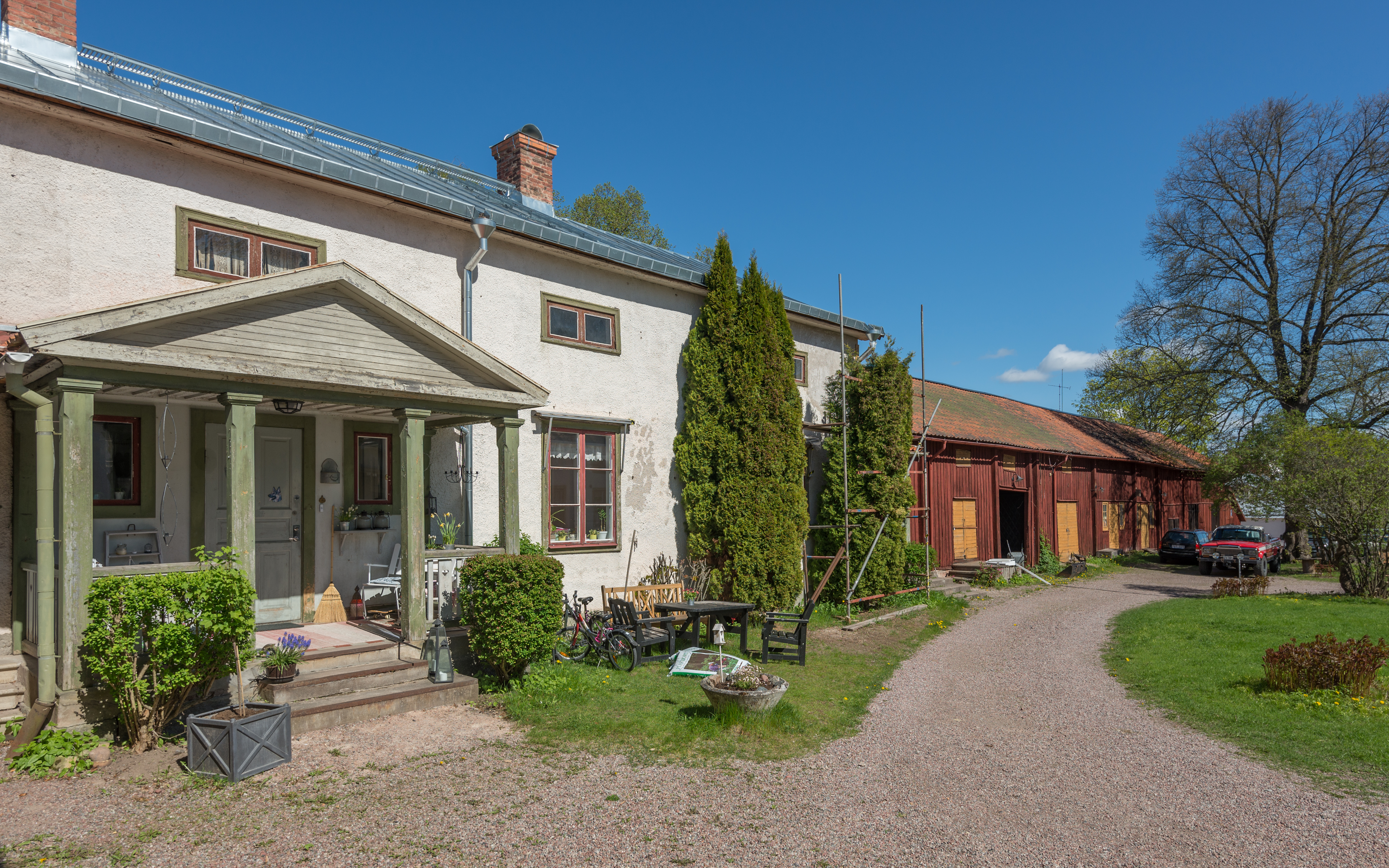
Del av innergården
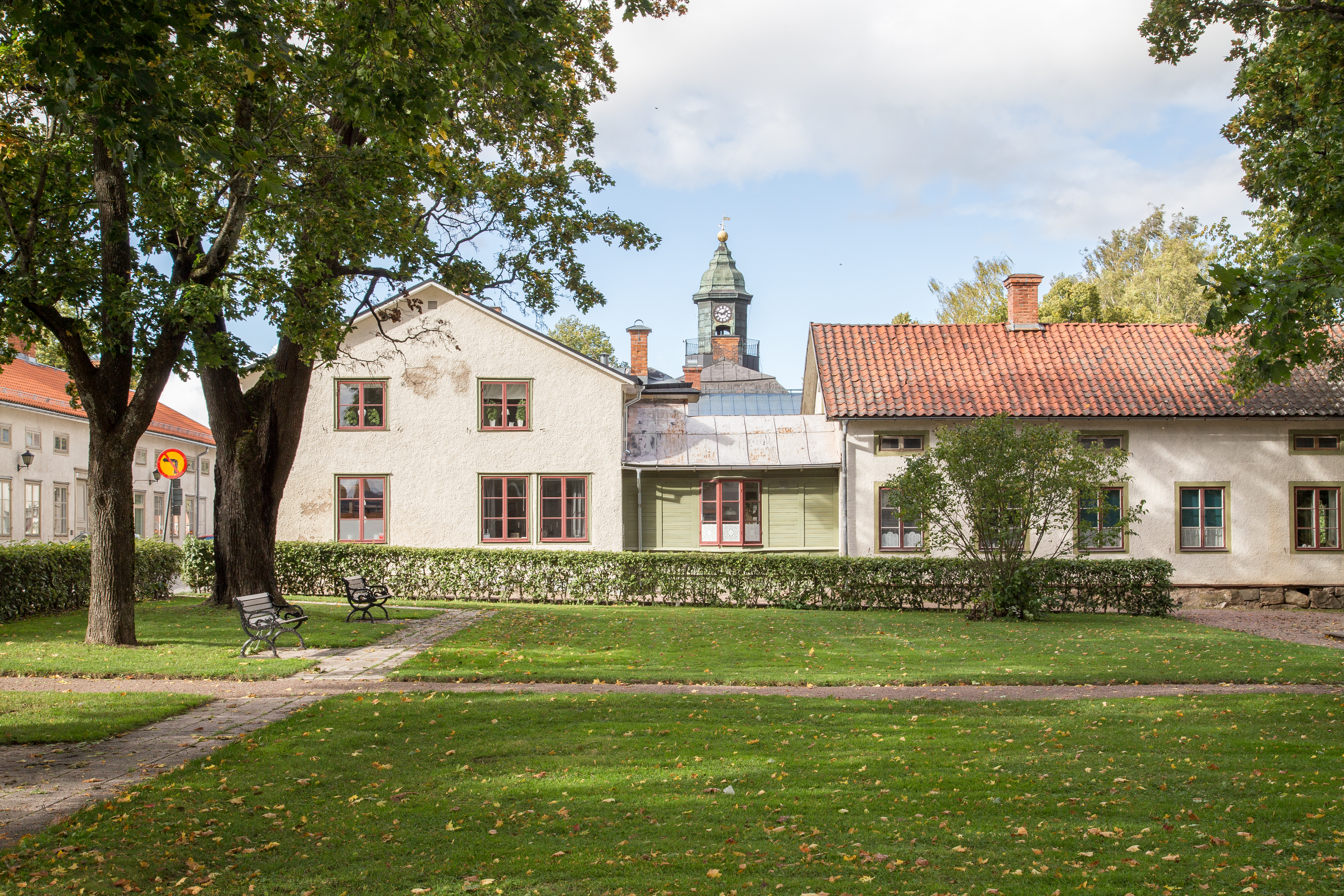
Gården sedd från Myntparken

### Webbkällor
- Länsstyrelsen Dalarna. ”Perssonska gården i kvarteret Gäddan”. Arkiverad från originalet den 15 juni 2007. https://archive.is/20070615184151/http://www.w.lst.se/template/NewsPage.aspx?id=7780. Läst 29 december 2010.